# 明太祖第八次北伐
明太祖第八次北伐发生于洪武二十九年（1396年）。
洪武二十九年三月，朱元璋获悉大宁卫（今内蒙古宁城）以北有蒙古（明朝称“鞑靼”）军队活動，就命令駐扎在北平（今北京）的燕王朱棣領兵去大宁歼灭之。朱棣行軍到彻彻儿山（今鄂温克旗西博山），果然碰到蒙古軍。蒙古軍大败，索林帖木儿等数十人被俘虜。明軍騎兵追擊到兀良哈秃城，又遇蒙古將領哈剌兀，再次大败蒙古軍凯旋班師。